# Mausoleo di Bibi-Khanym
Il mausoleo di Bibi Khanum (in uzbeco Bibi-Xonim Maqbarasi?) è un mausoleo di Samarcanda, in Uzbekistan. Risale al XIV secolo ed è stato restaurato nel 2007. All'interno vi sono le tombe di Bibi Khanum e altri membri della famiglia.